# Лемський Петро Єфремович
Петро Єфремович Ле́мський (нар. 12 вересня 1936, Фронтівка) — український скульптор, графік, реставратор і педагог; член Спілки радянських художників України з 1971 року.

## Біографія
Народився 12 вересня 1936 року в селі Фронтівці (нині Вінницький район Вінницької області, Україна). Протягом 1959—1964 років навчався на скульптурному відділенні в Одеському художньому училищі.
З 1964 року викладав у художній школі у місті Сороках; у 1966—1974 роках — у Вижницькому училищі прикладного мистецтва. Серед учнів: Гамаль Володимир Ілліч, Ільченко Ярослав Ілліч, Карвасарний Володимир Іванович, Ковалюк Василь Григорович. Одночасно з 1972 по 1977 рік навчався на художньо-графічному факультеті в Одеському педагогічному інституті, де був учнем Федора Чувакіна, Петра Злочевського.
З 1974 року обіймав посаду головного художника Чернівецького художньо-виробничого комбінату, одночасно протягом 1975—1986 років був відповідальним секретарем Чернівецької організації Спілки художників України. Мешкає у Чернівцях в будинку на вулиці Руській, № 221.

## Творчість
Працює у галузях графіки, станкової і монументальної скульптури. Серед робіт:
графіка
- серія ліноритів «Буковинська сюїта» (1966—1986);
- серія ліноритів «Квітуча Буковина» (1969—1980);
- «Весна» (1970);
- «В'яжуть плоти» (1971);
- серія ліноритів «Буковинська весна» (1971—1973);
- «Хатки під смереками» (1972);
- серія офортів «Трудові ритми» (1976—1982);
- «Вишивальниця» (1980);
- «Буковинська сюїта» (1987);
- «Осінні яблука» (2001);
- «Ольга Кобилянська» (2008);
- «Дід Марко з Виженки» (2008);
- «Наш пророк Тарас Шевченко» (2009);
- «Свято» (2012);
- «Сонце йде і за собою день веде» (2014).

Пам'ятник Тарасові Шевченку.

станкова скульптура
- «Сонечко» (1970);
- «Сопілкарі» (1976);
- «Гуцулята» (1984);
- «Родина» (1984);
- «Тарасове дитинство» (1998);
- серія «Музи мистецтва» (1982).

монументальні роботи у Чернівцях та Чернівецькій області
- пам'ятник Тарасові Шевченку у Чернівцях (1999, разом з Миколою Лисаківським);
- меморіальні дошки діячам науки, культури Буковини: професору Василю Лесину, Народній артистці УРСР Ганні Янушевич, Народному артисту УРСР Юрію Величку[2];
- декоративні пласти в інтер'єрах громадських приміщень.

Брав участь у реставрації скульптурних монументальних творів в історичній забудові Чернівців, зокрема спільно з Миколою Лисаківським та Іваном Вихренком — скульптурної композиції центрального порталу залізничного вокзалу, фасаду художнього музею, скульптур основи фасаду Одеського оперного театру.
Учасник обласних, всеукраїнських, всесоюзних, закордонних мистецьких виставок з 1965 року. Персональні виставки відбулися у Чернівцях у 1970, 1995, 2014 роках.
Роботи зберігаються у Чернівецькому і Хмельницькому художніх музеях, Російському етнографічному музеї у Санкт-Петербурзі.

## Відзнаки
- Заслужений художник УРСР (1982);
- Літературно-мистецька премія імені Сидора Воробкевича (2011);
- Чернівецька обласна премія імені Одарки Киселиці[2];
- Почесна відзнака Чернівецької обласної державної адміністрації — медаль «Вдячна Буковина» (2021; за багаторічну сумлінну працю, високий професіоналізм, вагомий внесок у розвиток образотворчого мистецтва та з нагоди 85-річчя від Дня народження)[4];
- Відзнака Чернівецької обласної ради — медаль «За заслуги перед Буковиною»[2].